# Wake-on-Ring
Wake-on-Ring (WOR), algumas vezes citada como Wake-on-Modem (WOM), é uma especificação que permite que computadores e outros dispositivos suportados "acordem" de um estado de stand-by e comecem a operar plenamente.

## Características
A premissa básica é que um sinal especial é enviado através da linha telefônica para o computador através do modem, informando-o de que deve entrar em operação plena. O artifício é utilizado comumente por BBS e hobistas.
Máquinas de fax usam um sistema semelhante, no qual ficam a maior parte do tempo em stand-by até receber um sinal de fax que reinicia o pleno funcionamento.
Este estilo de operação remota tem sido superado pelo Wake-on-LAN, o qual, apesar de ser mais recente, funciona com princípios semelhantes.